# Editio purificata
Editio purificata (лат. «очищенное издание») — «очищенные» и адаптированные издания классики, предназначенные для детей и юношества, откуда устраняются сцены жестокости, секса, чёрный юмор и т. п.
Такой тип изданий называется также латинским выражением Ad usum Delphini (лат. — «для использования дофином») использовавшийся для обозначения библиотеки греческой и латинской классики, предназначенная для воспитания Людовика Великого Дофина, сына и единственного наследника Людовика XIV.